# Podhradie (Prievidza)
Podhradie (ungarisch Keselőkő – bis 1907 Keselőkőpodhragy, älter nur Podhrágy) ist eine Gemeinde in der West-Mitte der Slowakei mit 292 Einwohnern (Stand 31. Dezember 2024), die zum Okres Prievidza, einem Teil des Trenčiansky kraj, gehört.

## Geographie

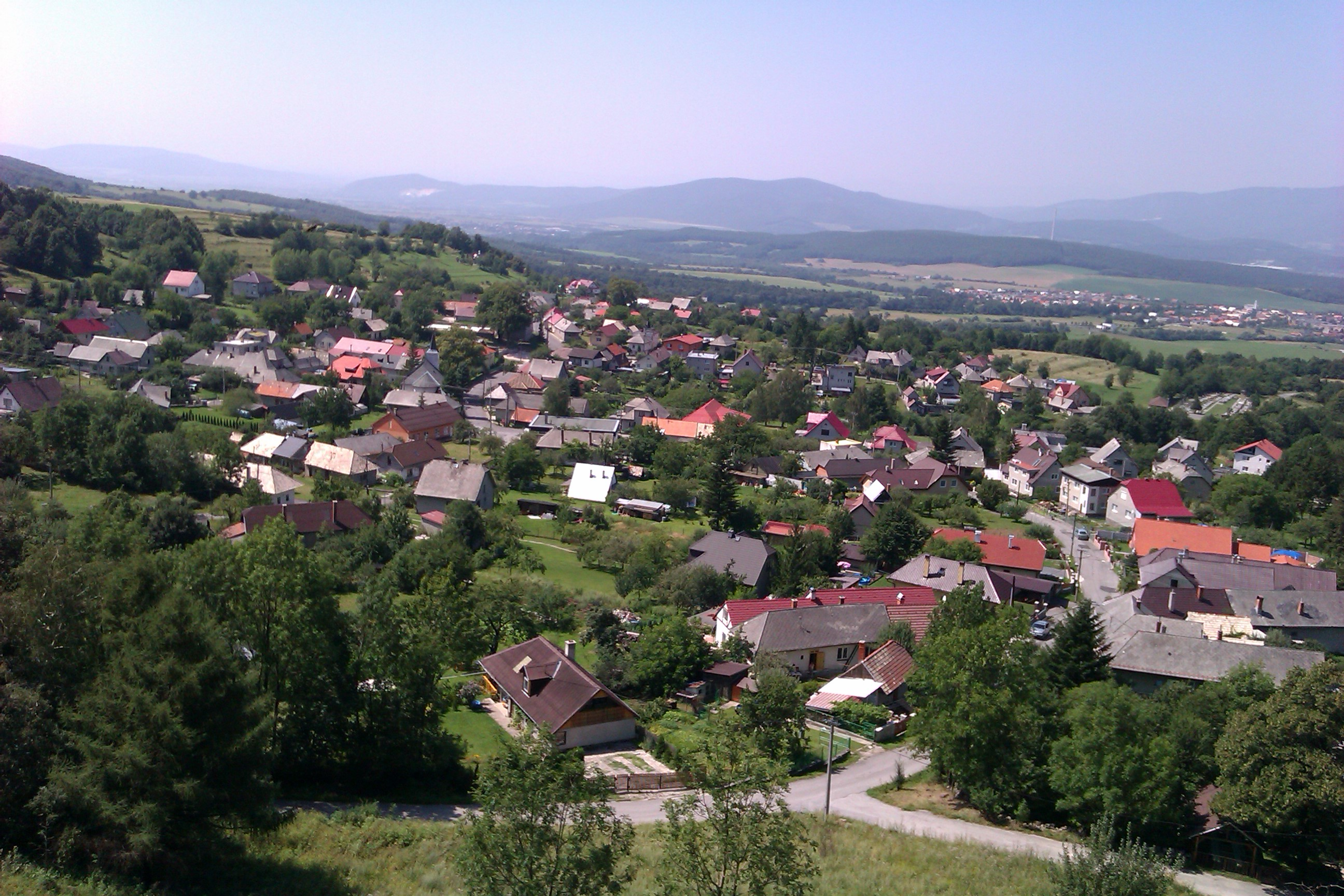
Podhradie und Umgebung

Die Gemeinde befindet sich im südlichen Teil des Talkessels Hornonitrianska kotlina am nordwestlichen Fuß des Gebirges Vtáčnik im Flusssystem der Nitra. Das Ortszentrum liegt auf einer Höhe von 549 m n.m. und ist 11 Kilometer von Nováky sowie 16 Kilometer von Prievidza entfernt.
Nachbargemeinden sind Lehota pod Vtáčnikom im Westen und Norden, Handlová (Stadtteil Nová Lehota) im Osten und Prochot im Süden.

## Geschichte

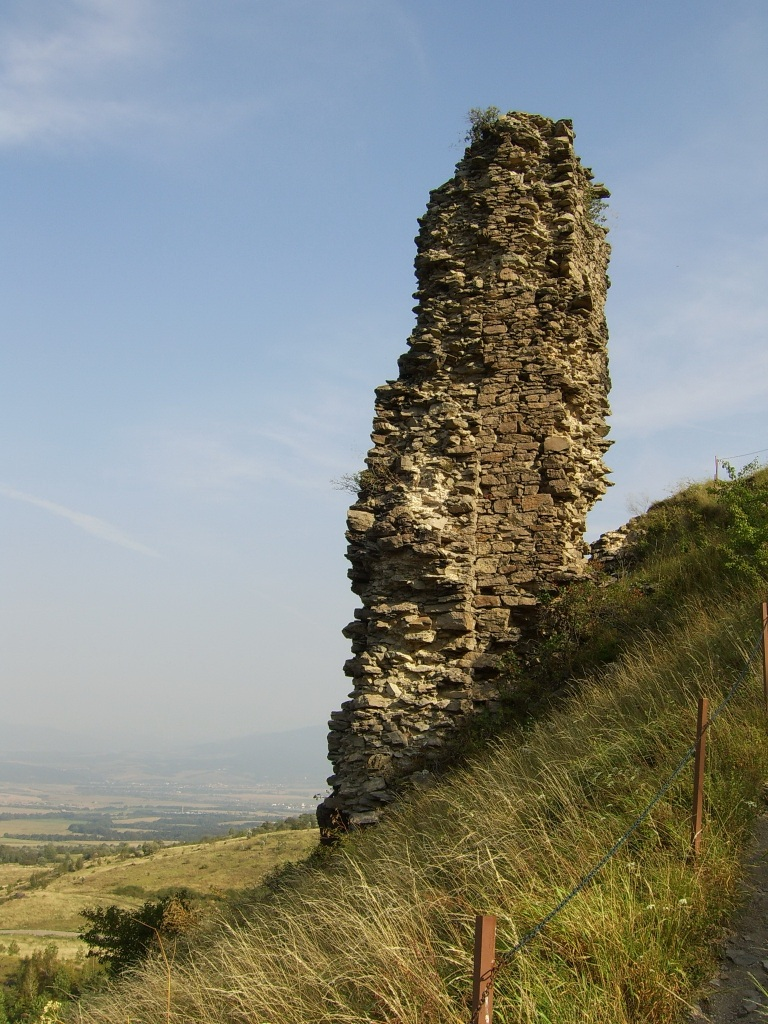
Ruinen der Burg Sivý Kameň

Podhradie wurde zum ersten Mal 1352 als Keseleukeu schriftlich erwähnt und entwickelte sich aus einem Ort unterhalb der Burg Sivý Kameň. 1389 wurde das Dorf Besitz der Familie Pásztoi, gefolgt von der Familie Majthényi im Jahr 1434. 1778 hatte die Ortschaft 26 Haushalte und 144 Einwohner, 1828 zählte man 51 Häuser und 335 Einwohner, die als Landwirte und Saisonarbeiter beschäftigt waren.
Bis 1918 gehörte der im Komitat Neutra liegende Ort zum Königreich Ungarn und kam danach zur Tschechoslowakei beziehungsweise heute Slowakei.

## Bevölkerung
| Jahr                | 1994 | 2004    | 2014    | 2024    |
| ------------------- | ---- | ------- | ------- | ------- |
| Anzahl der Personen | 343  | 333     | 309     | 292     |
| Unterschied         |      | −2,91 % | −7,20 % | −5,50 % |

| Jahr                | 2023 | 2024    |
| ------------------- | ---- | ------- |
| Anzahl der Personen | 288  | 292     |
| Unterschied         |      | +1,38 % |

Nach der Volkszählung 2011 wohnten in Podhradie 314 Einwohner, davon 309 Slowaken sowie jeweils ein Deutscher und Pole. Drei Einwohner machten keine Angabe zur Ethnie.
264 Einwohner bekannten sich zur römisch-katholischen Kirche, vier Einwohner zur reformierten Kirche sowie jeweils ein Einwohner zur Evangelischen Kirche A. B. und zur evangelisch-methodistischen Kirche; zwei Einwohner bekannten sich zu einer anderen Konfession. 29 Einwohner waren konfessionslos und bei 15 Einwohnern wurde die Konfession nicht ermittelt.

## Bauwerke und Denkmäler
- Ruinen der Burg Sivý Kameň, gebaut im 13. und 14. Jahrhundert, 1524 ausgebrannt, Mitte des 16. Jahrhunderts erneuert und Anfang des 18. Jahrhunderts geschleift
- römisch-katholische Margaretenkirche aus dem Jahr 1806